# Championnat du Chili de football 1935
Navigation
Saison précédente Saison suivante
La saison 1935 du Championnat du Chili de football est la troisième édition du championnat de première division au Chili. Les six clubs participants sont regroupés au sein d'une poule unique où ils s'affrontent deux seule fois au cours de la saison, à domicile et à l'extérieur. À la fin de la compétition, il n'y a ni promotion, ni relégation.
C'est le club de Deportes Magallanes, double tenant du titre, qui remporte à nouveau la compétition, après avoir terminé en tête du classement final, avec un seul point d'avance sur Audax Italiano et deux sur Colo Colo. C'est le troisième titre de champion du Chili de l'histoire du club, un triplé qu'aucun club ne réussira avant le milieu des années 1990.

## Les clubs participants
| - Deportes Magallanes - Colo Colo - Santiago Badminton FC | - Unión Española - Audax Italiano - Santiago FC |

## Compétition
Le barème utilisé pour établir le classement est le suivant :
- Victoire : 2 points
- Match nul : 1 point
- Défaite : 0 point

### Classement
| Rang | Équipe                | Pts | J  | G | N | P | Bp | Bc | Diff |
| ---- | --------------------- | --- | -- | - | - | - | -- | -- | ---- |
| 1    | Deportes Magallanes T | 14  | 10 | 7 | 0 | 3 | 35 | 19 | +16  |
| 2    | Audax Italiano        | 13  | 10 | 6 | 2 | 2 | 40 | 28 | +12  |
| 3    | Santiago Badminton FC | 12  | 10 | 5 | 1 | 4 | 28 | 28 | 0    |
| 4    | Colo Colo             | 11  | 10 | 5 | 2 | 3 | 28 | 23 | +5   |
| 5    | Unión Española        | 6   | 10 | 2 | 1 | 7 | 14 | 29 | -15  |
| 6    | Santiago FC           | 4   | 10 | 0 | 4 | 6 | 20 | 38 | -18  |

|  | Champion du Chili 1935 |

## Bilan de la saison
| Championnat du Chili de football 1935 |                                |
| Champion                              | Deportes Magallanes (3e titre) |
| Promotions et relégations             |                                |
| Promus en Primera División            | Aucun                          |
| Relégués en Segunda División          | Aucun                          |